# Schwerinstag
Der Schwerinstag beschreibt einen gesonderten Sitzungstag des Preußischen Abgeordnetenhauses, später auch im Deutschen Reichstag, der das Stellen von Anträgen und Petitionen aus der Mitte der Abgeordneten ermöglichen soll.
Das Prinzip geht zurück auf Graf Maximilian von Schwerin-Putzar. Auf seinen Vorschlag hin wurde 1869 der Mittwoch als fester Wochentag festgelegt, an dem die Prüfung der Anträge und Petitionen im Preußischen Abgeordnetenhaus stattfand. Damit sollte verhindert werden, dass sie von anderen Themen verdrängt wurden, die auf der Tagesordnung standen.
Etwas Vergleichbares gab es im englischen Unterhaus, wo dieser stets freitags stattfand.